# گیراوتوو

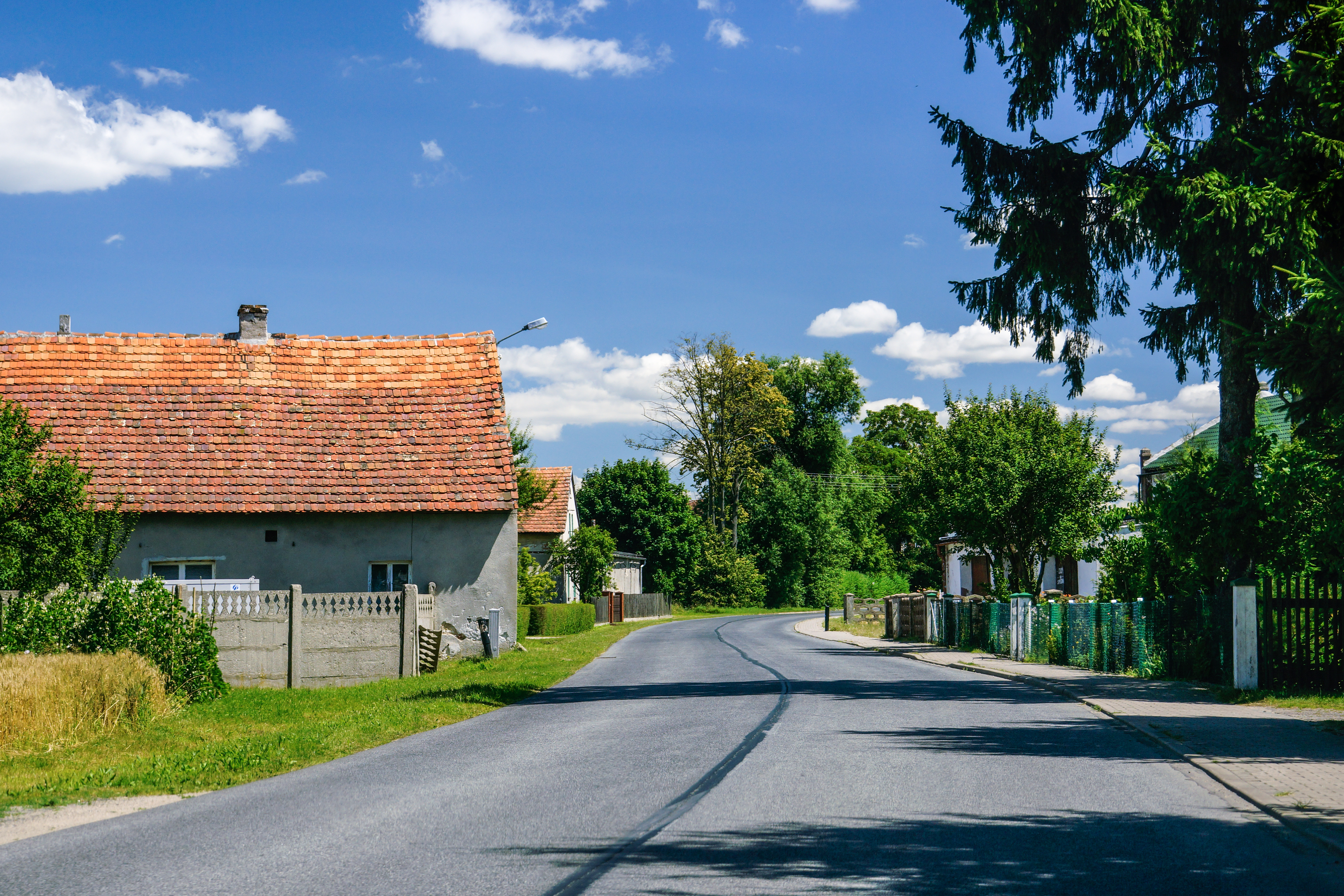
روستایی در لهستان

گیراوتوو (به لاتین: Gierałtów) یک روستا در لهستان است که در گمینا نوووگروجتس واقع شده‌است. گیراوتوو ۱٬۲۰۰ نفر جمعیت دارد.